# 刺客 (2020年电影)
《金氏殺機》（英語：Assassins）是2020年的美国纪录片，由赖恩·韦特执导和制作。内容谈及金正男遇刺事件的细节过程，以及事件中两名被欺骗的刺客的故事。

## 内容简介
电影以在金正男被暗杀之后讲出两名嫌犯的身世故事，再分析朝鲜金氏家族的政治斗争，重组谋杀案背后错综复杂的阴谋。

## 上映
电影于2020年1月26日的圣丹斯电影节上全球首映，之后由木兰影业获得电影的发行权。由于题材的关系，这部电影很难找到发行地，木兰影业选择改为在网络付费平台上发行该电影，而Hulu在放映电影之前先获得了该电影的版权。日本地区则在2020年10月1日宣布获得发行权，于10月10日在全国电影院上映。2020年9月，格林威治娱乐获得了该电影在美国的发行权，于2020年12月11日上映。2021年1月15日透过视频点播全球播放。

## 制作
纪录片制作人赖恩·韦特使用两年多的时间试图将当日实际发生的事情弄清楚，因此他仔细检查录像证据、记录审判情况和出席审讯、并采访了认识两名刺客的人们和为她们辩护的律师，以及了解韩国历史和政治的人们。但他仔细研究大量证据时，韦特开始确信这两个刺客女人都是无辜的。 他说：「那时候情况很严重。」 「每个人都告诉我他们要被判死了。我们在剪辑室中尽可能快地制作电影，以便在上映之前准备好电影。由于马来西亚的上诉程序很短，我们考虑在处决前夕发行这部电影，以引起国际社会对正义的呐喊」。

## 外部連結
- 互联网电影数据库（IMDb）上《金氏殺機》的资料（英文）